# 스탠리 오셔

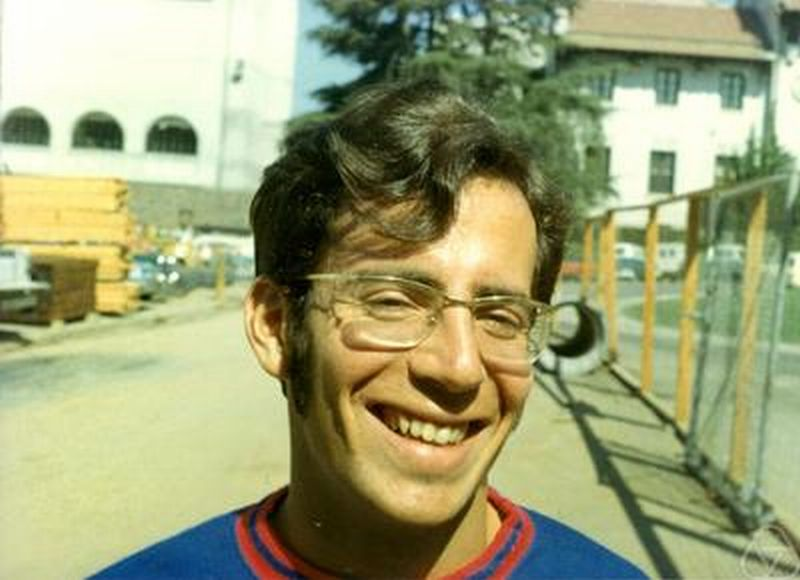

스탠리 오셔(Stanley Osher)는 레벨집합 방법과 충격파 포착 방법, 다양한 이미지 처리 기법을 개발한 미국 수학자이다.

## 업적
- 레벨집합 방법
- 쌍곡형 편미분방정식 풀이
- 전변동(Total Variation, TV) 기반 이미지 처리와 볼록 최적화 기법 개발